# Você É Doida Demais
Você É Doida Demais é uma canção de 1974, composta por Ronaldo Adriano e Lindomar Castilho, e que fez muito sucesso na voz de Lindomar Castilho. A versão em espanhol, Eres Loca de Verdad foi lançada nos Estados Unidos em meio ao grande alvoroço nas esferas comerciais.
| “ | "“Você é doida demais” é uma frase que não se espera de um casal. É isso o que agrada meu público. Minhas canções dão um recado objetivo, mas dizendo algo que surpreende." | ” |

Segundo o site "O som do Rádio", a música aparece na 53a posição do ranking "Os 100 maiores sucessos da música brega dos anos 70 e imediações".
Em 2000, a canção fez parte da trilha sonora do filme Domésticas, dirigido por Fernando Meirelles e Nando Olival. Em 2001, ela se tornou tema de abertura do seriado Os Normais, da Rede Globo de Televisão, com Fernanda Torres e Luiz Fernando Guimarães.

## Regravações
- Década de 1990 - Leandro e Leonardo.
- 2014 - Reginaldo Rossi (álbuns O Melhor do Brega[5] e Reginaldo Rossi – O Melhor Ao Vivo)